# Rhadi Ben Abdesselam
Rhadi Ben Abdesselam (em árabe: راضي بن عبد السلام; 28 de fevereiro de 1929 — 4 de outubro de 2000) foi um atleta marroquino, especialista em corridas de distância. Competiu representando Marrocos nos Jogos Olímpicos de Verão de 1960 na maratona e nos 10 000 metros e terminou respectivamente na segunda e na décima quarta posição. Participou também nos Campeonatos Internacionais de Cross Country entre 1958 e 1963 e, em 1960, tornou-se o primeiro atleta africano a conquistar a medalha de ouro no individual.